# كيرستن بيرندت
كيرستين بيرندت (بالألمانية: Kerstin Behrendt) هي عداءة مسافات قصيرة ألمانية شرقية ولدت في يوم 2 سبتمبر 1967 في بلدة لايزنيغ، أبرز إنجازاتها هو فوزها بالميدالية الفضية في سباق 4*100 تتابع في دورة الألعاب الأولمبية الصيفية 1988 في سيئول برفقة سيلكا مولر وإنغريد أوسرفالد ومارليس غور. كما فازت بالميدالية الفضية بنفس السباق في بطولة العالم لألعاب القوى 1987 في روما.